# Сенсе-ле-Дижон
Сенсе́-ле-Дижо́н (фр. Sennecey-lès-Dijon) — коммуна во Франции, находится в регионе Бургундия. Департамент коммуны — Кот-д’Ор. Входит в состав кантона Дижон 2-й кантон. Округ коммуны — Дижон.
Код INSEE коммуны — 21605.

## Население
Население коммуны на 2010 год составляло 2189 человек.
| 1962 | 1968 | 1975 | 1982 | 1990 | 1999 | 2010 |
| ---- | ---- | ---- | ---- | ---- | ---- | ---- |
| 167  | 749  | 1073 | 927  | 1535 | 2170 | 2189 |

## Экономика
В 2010 году среди 1520 человек трудоспособного возраста (15—64 лет) 1118 были экономически активными, 402 — неактивными (показатель активности — 73,6 %, в 1999 году было 69,9 %). Из 1118 активных жителей работали 1044 человека (532 мужчины и 512 женщин), безработных было 74 (41 мужчина и 33 женщины). Среди 402 неактивных 222 человека были учениками или студентами, 120 — пенсионерами, 60 были неактивными по другим причинам.